# Eumops patagonicus
Eumops patagonicus is een zoogdier uit de familie van de bulvleermuizen (Molossidae). De wetenschappelijke naam van de soort werd voor het eerst geldig gepubliceerd door Thomas in 1924.

## Voorkomen
De soort komt voor in Bolivia , Uruguay en Argentinië.